# Mi bemol minor
Mi bemol minor este o gamă minoră bazată pe M♭, constând din tonurile Mi♭, Fa, Sol♭, La♭, Si♭, Do♭ și Re♭. Armura sa este formată din 6 bemoli. Gama sa relativă este Sol bemol major (sau enarmonic Fa diez major), iar tonalitatea sa paralelă este Mi bemol major. Echivalentul său enarmonic, Re diez minor, conține 6 diezi.
Gama naturală Mi bemol minor este:

## Acorduri de grad de scară
Acordurile gradului de gamă din Mi bemol minor sunt:
- Tonic – Mi♭ minor
- Supertonic – Fa diminuat
- Mediant – Sol♭ major
- Subdominant – La♭ minor
- Dominant – Si♭ minor
- Submediant – Do♭ major
- Subtonic – Re♭ major

## Muzică clasică în această cheie
În cele 24 de tonalități canonice, majoritatea compozitorilor au preferat Mi bemol minor, în timp ce Johann Sebastian Bach, Sergei Lyapunov și Manuel Ponce au preferat Re diez minor.
În Cartea 1 a Clavicembului bine temperat de Bach, Preludiul nr. 8 este scris în Mi bemol minor, în timp ce următoarea fugă este scrisă în Re diez minor. În Cartea 2, ambele mișcări sunt în Re diez minor.
Trioul pentru pian nr. 41 de Haydn, H. XV.31 în două mișcări, compus în 1794/95, unul dintre „Triourile londoneze”, este în Mi bemol minor.
Beethoven a aplicat Mi bemol minor introducerii lente din a șasea (ultima) mișcare a Septetului său Op. 20, adăugând alterații, purtând în același timp armătură Mi bemol major (trei bemole). „Introducerea” la oratoriul său Hristos pe Muntele Măslinilor este, de asemenea, în această tonalitate, dar cu semnătura completă de șase bemole.
Ultima piesă din Clavierstücke-ul lui Brahms, Op. 118, nr. 6, este în Mi bemol minor. Piesa, la fel ca multe alte piese în această tonalitate, este întunecată și funebră, fiind bazată pe cântarea Dies irae.[necesită citare] Schubert și-a încheiat Impromptusul nr. 2, D. 899, în Mi bemol minor, tonalitatea paralelă cu Mi bemol major de deschidere, la fel și Brahms în Rapsodia nr. 4, Op. 119. Un alt impromptu de Schubert în această tonalitate este primul din D. 946. Marșul său nr. 5 din 6 Marțișuri Mari, D. 819, este, de asemenea, în Mi bemol minor. Chopin a scris Etude-ul nr. 6, Op. 10, Poloneza nr. 2, Op. 26 și Preludiul nr. 14, Op. 28 în Mi bemol minor.
Uvertura din 1812 a lui Ceaikovski este o formă sonată în Mi bemol minor, încadrată de o introducere extinsă și o codă lungă, ambele în Mi bemol major.
Sonata pentru pian de Janáček, 1. X. 1905, probabil cea mai cunoscută lucrare a sa pentru pian, este în Mi bemol minor.
Sonatele pentru pian anterioare în această tonalitate sunt Marea Sonată, Op. 3/1 de George Pinto și Sonata pentru pian de Paul Dukas.
Alkan a compus mișcarea finală pentru Simfonia pentru pian solo în Mi bemol minor, precum și etuda finală din Trois morceaux dans le genre pathétique.
Mișcarea lentă din Sonata pentru clarinet Op. 167 de Camille Saint-Saëns este în Mi bemol minor.
Simfonia nr. 6 de Prokofiev începe în Mi bemol minor, dar nu revine la această tonalitate. Câțiva alți compozitori mai puțin cunoscuți au scris, de asemenea, simfonii în această tonalitate, precum Andrei Eshpai, Jānis Ivanovs (a patra simfonie Sinfonia Atlantida, 1941), Ovchinnikov și Nikolai Myaskovsky. Aram Khachaturian și-a scris Toccata în Mi bemol minor în timp ce studia sub îndrumarea lui Myaskovsky.
Mi bemol minor este tonalitatea în care Șostakovici a compus al cincisprezecelea și ultimul său cvartet de coarde.
Elegia lui Rahmaninov, Op. 3, nr. 1, din Cinci fragmente de fantezie, este în Mi bemol minor, la fel ca și Étude-Tableau, Op. 39, nr. 5.
În Suita Pasărea de foc de Stravinsky, cea mai mare parte a Berceusei este în Mi bemol minor, cu excepția măsurilor finale care duc la Final.
Valsul „Pe dealurile Manciuriei” de Ilya Șatrov, despre pierderea Rusiei în războiul ruso-japonez, este scris în Mi bemol minor. După cum am menționat, Mi bemol minor este comun în piesele rusești. „Pe dealurile Manciuriei” este probabil cel mai notabil exemplu.
Chitaristul Yngwie Malmsteen a compus o serie de piese în Mi bemol minor, inclusiv Suita Concert pentru chitară electrică și orchestră.
Compoziția de jazz „Take Five” este, de asemenea, în această tonalitate.